# Maresego
Marèsego (in sloveno Marezige) è un paese di 480 abitanti dell'Istria nordsettentrionale (Slovenia), frazione del comune di Capodistria.
Maresego è posta sulla bella strada che si sviluppa lungo tutto il crinale che circonda la valle del Dragogna. Sita sul lato nord della valle, ha una magnifica veduta panoramica da ambo i lati: la vista spazia sopra Capodistria e l'Adriatico da una parte e sopra tutta la valle del Dragogna dall'altra. È un grosso paese, più esattamente un complesso di villaggi e casali disseminati in un'ampia e verdeggiante dorsale, anticamente chiamato Corte di Maresego ed anche Marriego, noto per il suo prosciutto che i paesani assicurano sia il migliore della zona. Formava comune a sé ed il suo stemma era composto da una stella esagonale argentata in campo celeste; la parte superiore era formata da una scala metrica. Era parrocchia e anche mensa del vescovo. È circondato da vitigni, ciliegi e campi coltivati. Il paese, a quota 288 m è costruito attorno alla chiesa che si trova in uno spiazzo dal quale, verso la valle del Dragogna, scende una strada che porta a Truscolo. La derivazione del nome dell'antico predio romano è incerta: forse dal nome personale romano Marius o forse da Marensicus o Mare secum.
Nel maggio del 1921, durante le tese elezioni politiche italiane, in paese si verificarono alcuni disordini, provocazioni ed episodi di violenza, noti come Scontri di Maresego (o Rivolta di Maresego, tra gli sloveni), che causarono alcune vittime.
Durante l'ultima guerra, nell'ottobre 1943, le truppe nazifasciste bruciarono parte del paese e pure la canonica.
Con le frazioni di Bernetti (Bernetiči) verso la valle,  Chermi (Krmci) ad ovest sulla strada verso Paugnano, con Sabadini e Brezani sul versante di Capodistria, forma un agglomerato agricolo importante.
La chiesa parrocchiale, punto di convergenza per tutto il paese, è dedicata alla Santa Croce ed ha dietro di sé il cimitero. La facciata è ornata da due colonne e capitelli in masegno, pietra arenaria del luogo. Il portale è in pietra bianca calcarea. All'interno due piccole cappelle semicircolari contengono due altari; è tutta decorata artigianalmente, sia le pareti che il soffitto; ha un bell'altare centrale con una pala che rappresenta il Crocifisso, opera del XVIII secolo, ed un ambone in marmo policromo. Nel primo altare a destra c'è la pala dei SS. Pietro e Paolo, d'un tardo imitatore del Carpaccio.
Il campanile in arenaria ha la base quadrata, staccato dalla chiesa; internamente una scala circolare in pietra, illuminata attraverso delle feritoie, sale alle campane. All'esterno, sul campanile un'epigrafe su pietra bianca riporta la data di costruzione (1870). La chiesa parrocchiale fu resa indipendente da Truscolo nel 1550. Ci sono altre due chiese, una dedicata a S. Giovanni, l'altra alla Madonna.
A Maresego si arriva da Capodistria lungo una larga strada asfaltata che passa per Vanganel.
Sul lato settentrionale c'è il sobborgo di Maresego chiamato Burie (Burji). L'abitato è rivolto verso la valle di Capodistria, di cui si gode una bellissima vista. Il sobborgo ha seguito le vicende di Maresego, tra le quali anche la rappresaglia nazifascista del 1943 che vide il villaggio dato alle fiamme.

## Geografia fisica

### Corsi d'acqua
Torrente Pignovazzo (Rokava / Pinjevec potok)

## Storia

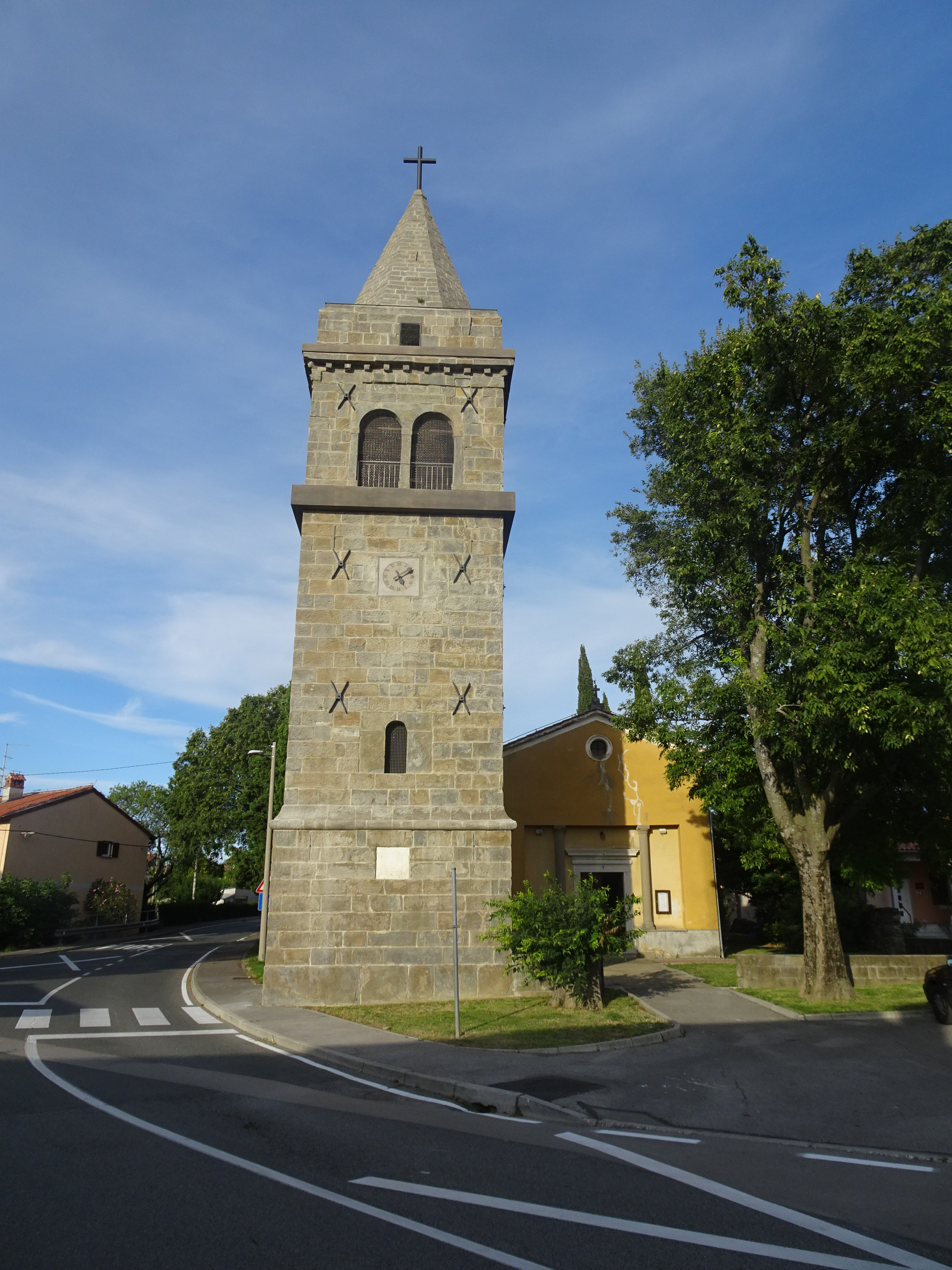
Campanile

Dopo la caduta dell'Impero romano d'Occidente, e la parentesi del Regno ostrogoto fino al 539, in Istria si insediarono i bizantini che in seguito cedettero alla penetrazione temporanea nella penisola dei Longobardi dal 751 ad opera del loro re Astolfo. Già dal 774 l'Istria tornò in mano bizantina ma si trattò solo di una breve parentesi: nel 788 Carlo Magno, re dei Franchi, occupò l'Istria inglobandola nel Regnum Italiae. È successivamente a questo nuovo assetto che risalgono le prime notizie di alcuni insediamenti slavi nella penisola.

Nell'803 venne istituita la Marchia Austriae et Italiae che comprendeva il Friuli, la Carinzia, la Carniola e l'Istria. Nell'828 l'imperatore Ludovico divise la Marca Orientale in quattro contee: Verona, Friuli, Carniola e Istria (comprendente il Carso e parte della Carniola interna); in seguito al Trattato di Verdun, nell'843, le contee di Istria e Friuli (conglobate nella “Marca d'Aquileia”) entrarono a far parte del Regnum Italicum poi assegnate al marchese Eberardo a cui successero prima il figlio Urnico e poi l'altro figlio Berengario. Divenuto re d'Italia, Berengario passò al suo vassallo Vilfredo il marchesato aquileiese.
Nel 952 l'imperatore Ottone I obbligò il re d'Italia Berengario II a rinunciare alle contee “Friuli et Istria”, unendole al Impero romano-germanico e subordinandole al Ducato di Baviera tenuto dal suo fratellastro Enrico I a cui successe il figlio Enrico II. Nel 976 l'Istria passò al Ducato di Carinzia appena costituito dall'imperatore Ottone II.
Nel 1077 l'imperatore Enrico IV costituì il principato ecclesiastico di Aquileia che ebbe influenza, mediante apposito diploma emesso lo stesso anno, anche sulla marca di Carniola e sulla contea dell'Istria. Anche dopo la pace di Treviso (1291, che affidava la fascia costiera occidentale istriana alla Serenissima), il dominio patriarcale nella zona dell'attuale Maresego permase fino al 1420.
Con la caduta del Patriarcato di Aquileia passò nel 1420 alla Repubblica di Venezia.
Caduta la Serenissima, con la pace di Presburgo seguì il destino degli ex-possedimenti veneziani entrando per un breve periodo nel Regno d’Italia napoleonico.
Col trattato di Schönbrunn del 1809 entrò a far parte delle Province Illiriche per entrare per la prima volta in mano austriaca col Congresso di Vienna nel 1815; passò in seguito sotto il profilo amministrativo al Litorale austriaco nel 1849 come comune autonomo che comprendeva le frazioni di Bàbici (Babiči), Boste (Boršt), Centora (Čentur), Geme (Glem), Laura (Labor), Loparo (Lopar), Montignano (Montinjan), Popetra (Popetre), Tersecco (Trsek), Trùscolo (Truške), Vanganello (Vanganel) e Zabavia (Zabavlje), tutte dipendenti dall'attuale città comune di Capodistria.
Tra le due guerre mondiali fece parte del Regno d’Italia come comune autonomo della Provincia d'Istria.
Fu soggetta alla Zona d'operazioni del Litorale adriatico (OZAK) tra il settembre 1943 e il 1945. Tra il settembre 1947 e l'autunno 1954 fece parte della zona B del Territorio Libero di Trieste; passò poi alla Jugoslavia e quindi alla Slovenia

### Simboli
Durante il periodo italiano a Maresego era stato concesso uno stemma con regio decreto del 14 febbraio e modificato con decreto legge dell'8 febbraio 1946. Era costituito da uno scudo di azzurro, alla stella di argento.